# 卡帕克 (密歇根州)
卡帕克（英語：Capac）是位於美國密歇根州聖克萊爾縣馬西鎮區的一個村。

## 人口
根據2020年美國人口普查的數據，卡帕克的面積為4.95平方千米，當中陸地面積為4.81平方千米，而水域面積為0.13平方千米。當地共有人口1983人，而人口密度為每平方千米400人。